# Ormosia idioneurodes
Ormosia idioneurodes är en tvåvingeart som beskrevs av Alexander 1968. Ormosia idioneurodes ingår i släktet Ormosia och familjen småharkrankar. Inga underarter finns listade i Catalogue of Life.